# This Kiss
"This Kiss" é uma canção da artista musical canadense Carly Rae Jepsen, contida em seu segundo álbum de estúdio Kiss (2012). A faixa foi composta pela própria juntamente com Kelly Covell, Matthew Koma e RedFoo, sendo produzida pelos dois últimos. O processo de escrita da obra ocorreu através e-mails, mensagens de texto e chamadas telefônicas. Seu lançamento como terceiro single do disco veio a acontecer em 10 de setembro de 2012, após ser disponibilizada para venda digital na iTunes Store. No mês de dezembro seguinte, dois extended plays (EP) contendo remixes do tema foram distribuídos para a comercialização na mesma loja. Em termos musicais, trata-se de uma composição de andamento mediano proveniente dos gêneros synthpop e dance-pop. Liricamente, discute sobre a artista não conseguir resistir aos lábios de um amado que, assim como Jepsen, está comprometido com outra pessoa.
A faixa recebeu revisões geralmente positivas da mídia especializada; os críticos de música compararam-na com lançamentos prévios de Jepsen, como "Call Me Maybe" e "Good Time", e elogiaram sua sonoridade dançante. Comercialmente, a obra obteve um desempenho moderado nas paradas musicais, alcançando as 23.ª, 86.ª e 166.ª posições nas tabelas do Canadá, dos Estados Unidos e do Reino Unido, respectivamente. Apesar das vendas regulares nas nações em questão, a canção conseguiu culminar na radiofônica Ultratip da Bélgica (Flandres), enquanto que atingiu o décimo segundo lugar na região valona do país.
Seu vídeo musical correspondente foi dirigido por Justin Francis e lançado em 26 de outubro de 2012 através do serviço Vevo. As cenas retratam Jepsen flertando com um rapaz em uma festa inspirada nos anos 1990, enquanto diverte-se com suas amigas. A artista promoveu o single em diversos eventos e programas de televisão, como o The Ellen DeGeneres Show, a série 90210 e os American Music Awards de 2012. Além de fazer uma parceria com o filme Fun Size, como forma de divulgação tanto para a película quanto para a música.

## Antecedentes e divulgação

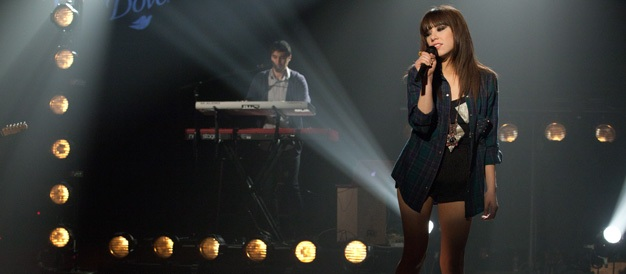
Jepsen apresentando-se no Walmart Soundcheck em 2012, onde realizou uma performance de "This Kiss".

"This Kiss" foi composta por Jepsen, Kelly Covell, Matthew Koma, e RedFoo, da dupla LMFAO, através de e-mails, mensagens de texto e chamadas telefônicas. A artista explicou: "Eu nunca escrevi uma canção desta maneira antes, então vou ter que dizer que isto é novidade para mim, mas havia algo realmente empolgante sobre estar no telefone e cantar ideias entre si, e depois ligar de volta refazer as letras em seu BlackBerry e iPhone e ver que tudo está sendo alterado."  A cantora também revelou que estava satisfeita com o processo criativo da música, comentando que "apesar de toda esta loucura, nada mudou. E essa sensação emocionante que eu tinha antes me tornar famosa, quando estava começando a elaborar 'Call Me Maybe', é a mesma que eu tive hoje com o RedFoo do LMFAO. Você consegue sentir as pessoas que realmente têm essa coisa de compor a letra ou a melodia certas, para melhorar a música e fazer você sentir essa emoção perfeita." As sessões de gravação para "This Kiss" ocorreram nos estúdios Party Rock no ano de 2012, sob acompanhamento do RedFoo. A faixa foi disponibilizada na iTunes Store de vários países em 12 de setembro de 2012, servindo como o terceiro single do disco Kiss. Mais tarde, foram disponibilizados dois diferentes extended plays (EP) contendo remixes da obra.
Jepsen interpretou a faixa pela primeira vez no The Ellen DeGeneres Show em 18 de setembro de 2012, e mais tarde no mesmo dia, na final da nona temporada de So You Think You Can Dance. Em 8 de outubro seguinte, foi exibido o primeiro episódio da quinta temporada da série de televisão 90210, no qual Carly fez um participação especial como ela mesma e realizou uma performance para o tema. No mesmo dia, a artista faz um mini-concerto para o Walmart Soundcheck, onde cantou algumas músicas do álbum Kiss, sendo estas "This Kiss", "Your Heart Is A Muscle", "Guitar String/Wedding Ring" e "Call Me Maybe". Em 25 de outubro de 2012, a cantora promoveu a canção no Late Show with David Letterman. Para a apresentação, ela usava um vestido cintilante e uma jaqueta de tecido liso.
Carly também realizou uma performance da obra durante o espetáculo no intervalo da 100.ª edição do Grey Cup. Durante os American Music Awards de 2012, ela mais uma vez interpretou "This Kiss" e "Call Me Maybe". Apesar de Jepsen não fazer uma participação na história do filme, o single foi adicionado como parte da trilha sonora da comédia Fun Size. Como promoção tanto para a composição quanto para a película, aqueles que compraram o ingresso para assistir Fun Size até 4 de novembro de 2012 tiveram direito ao download gratuito da faixa.

## Composição e crítica profissional
"This Kiss" é um faixa dance-pop de andamento mediano que contém elementos do synthpop dos anos 1980, que liricamente trata sobre um beijo ser algo do qual Jepsen não consegue resistir e os lábios de seu amado serem "inegáveis", como versifica este trecho no refrão: "Este beijo é algo que não posso resistir / Seus lábios são inegáveis / Este beijo é algo que não posso ariscar / Seu coração não é confiável". Porém, tanto a intérprete quanto o rapaz estão envolvidos em relacionamentos com outras pessoas. Carl Williot, do Idolator, comparou as letras da obra com as de "Kiss on My List" (1986) do duo estadunidense Hall & Oates, à medida que Bill Lamb, do About.com, comentou que os vocais da cantora "têm um toque feminino que encarecem [a faixa] para os jovens fãs da música pop."
Amy Sciarretto, do portal PopCrush, deu a música quatro de cinco estrelas, descrevendo-a como "doce e como causadora de cáries", da mesma forma que seu single anterior "Call Me Maybe" (2011). Sciarretto acrescentou que a composição poderia tornar-se em um dos maiores sucessos do outono de 2012 no hemisfério norte. Jason Lipshutz, da revista Billboard, considerou a faixa "tão inegável como os lábios do objeto lírico de afeto que (surpresa!) não é o rapaz que ela tem em sua casa." Heather Phares, do Allmusic, escreveu que "This Kiss" é musicalmente similar às "típicas canções pop", mas adicionou que as letras "são mais bem escritas do que as da maioria das obras de sua competição." Carl Williot, do Idolator, declarou ter certeza de que o tema iria "monopolizar" as estações de rádio  da mesma forma que "Good Time" (2012), e analisou ainda que "com a batida de dança e os efeitos vocais", Jepsen estava indo "dominar as pistas de dança." Partilhando da mesma opinião, Bill Lamb, do About.com, escreveu que os remixes da composição tornavam-a "pronta para a pista de dança." Lewis Corner, do Digital Spy, comentou que a linha synthpop da década de 1980 e o refrão cativante fazem da música "um dos mais doces hinos de brincar-de-adultério de todos". Ele também observou que "rastejar para fora da sombra de 'Call Me Maybe' será uma tarefa difícil", contudo, para ele Jepsen "merece conquistar este feito."

## Vídeo musical

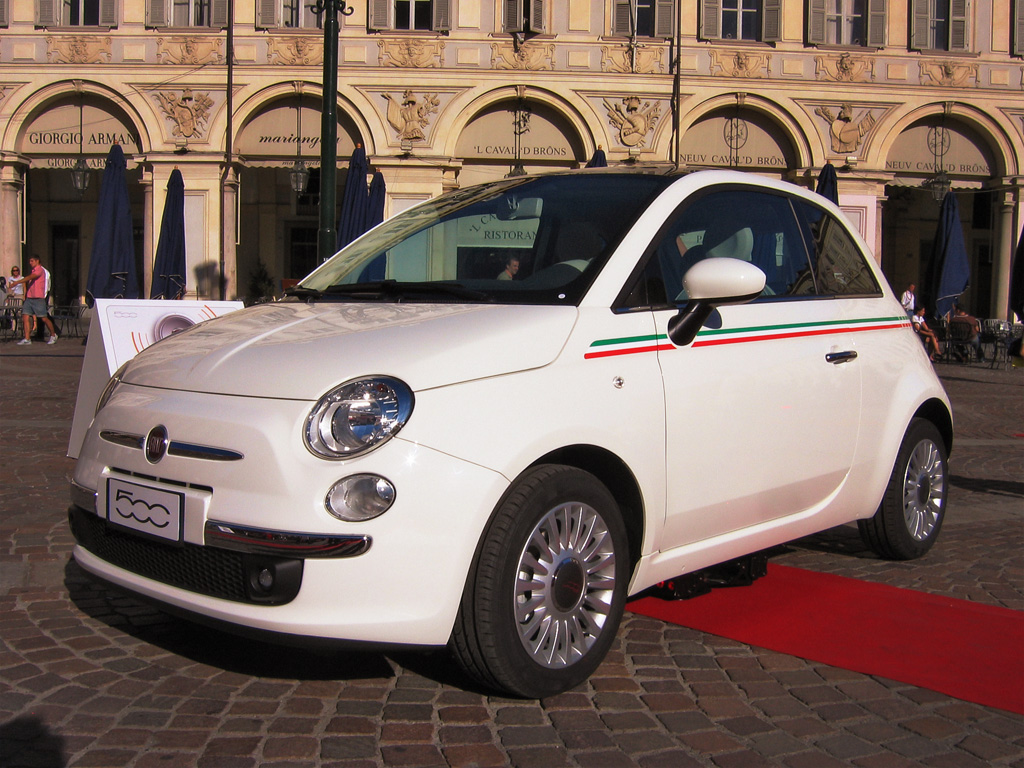
Um carro de modelo New Fiat 500, o mesmo utilizado na cena inicial do vídeo musical de "This Kiss".

As filmagens do vídeo musical começaram em 19 de setembro de 2012, com fotos de Jepsen no estúdio de gravação sendo publicadas na internet no mesmo dia. Ela foi fotografada usando uma calça de couro, juntamente com um espartilho vermelho-preto e uma corrente de prata pendurada em sua cintura. A cantora declarou que tinha o objetivo de mostrar um lado mais maduro de si com a produção audiovisual. Em 8 de outubro seguinte, uma prévia de 24 segundos do trabalho foi postada no YouTube, mostrando a artista apresentando a faixa em uma festa, enquanto apaixona-se por um rapaz de gorro cinza e, em seguida, salta com o mesmo em uma piscina onde se beijam. Duas semanas depois, Carly publicou em sua conta oficial no Twitter: "O vídeo de 'This Kiss' chegará em breve! Até lá, aqui está uma pequena prévia. Espero que gostem! Beijos.", seguido pelo link do teaser. Um vídeo lírico, que "familiarmente canaliza os créditos de abertura da clássica série Saved by the Bell", como observado pelo Carl Williot do Idolator, foi liberado em 18 de outubro de 2012.
O vídeo oficial foi lançado no dia 26 de outubro de 2012 através do serviço Vevo. Dirigido por Justin Francis, o enredo inicia-se com a intérprete e suas amigas dirigindo um New Fiat 500. Depois de saírem do carro, elas seguem para uma festa em um armazém inspirada nos anos 1990, onde Jepsen começa a flertar com um rapaz. O sujeito imediatamente se sente atraído por ela, e, à medida que o enredo chega ao fim, os dois mergulham em uma piscina e beijam-se. Jocelyn Vena, da MTV News, comentou que enquanto a faixa lembra o sintetizante pop "chiclete" dos anos 1980, partes da produção audiovisual remontam à década de 1990, graças a uma das principais opções de moda da cantora e a alguns dos jogos da festa. Brian Zacher, do Examiner, declarou: "É um vídeo muito simples, não há muito para amar ou odiar a respeito. Porém, o que faz ele funcionar é o charme de Jepsen. Ela traz energia suficiente neste clipe para mantê-lo interessante. Troque um outro artista para assumir o papel e o trabalho provavelmente seria completamente esquecível."

## Faixas e formatos
"This Kiss" foi disponibilizada na iTunes Store contendo apenas a música como faixa com uma duração máxima de três minutos e quarenta e nove segundos. Também foram lançados dois extended plays (EP) digitais, sendo que um contém a versão original do single acompanhando de três remixes; enquanto que o outro alinha as três mesmas produções aperfeiçoadas com uma outra inédita.
| Download digital |             |         |  |
| N.º              | Título      | Duração |  |
| 1.               | "This Kiss" | 3:49    |  |

| Extended play (EP) digital de remixes do Reino Unido |                                            |         |  |
| N.º                                                  | Título                                     | Duração |  |
| 1.                                                   | "This Kiss"                                | 3:49    |  |
| 2.                                                   | "This Kiss" (Digital Dog Remix Radio Edit) | 4:13    |  |
| 3.                                                   | "This Kiss" (Brass Knuckles Remix)         | 4:05    |  |
| 4.                                                   | "This Kiss" (Mathieu Bouthier Remix)       | 6:45    |  |

| Extended play (EP) digital de remixes dos Estados Unidos |                                            |         |  |
| N.º                                                      | Título                                     | Duração |  |
| 1.                                                       | "This Kiss" (Jason Nevins Remix)           | 4:11    |  |
| 2.                                                       | "This Kiss" (Digital Dog Remix Radio Edit) | 4:13    |  |
| 3.                                                       | "This Kiss" (Brass Knuckles Remix)         | 4:05    |  |
| 4.                                                       | "This Kiss" (Mathieu Bouthier Remix)       | 6:45    |  |

## Créditos
Lista-se abaixo os profissionais envolvidos na elaboração de "This Kiss", de acordo com o encarte do álbum Kiss:
| - Carly Rae Jepsen: vocal principal, composição e vocais de apoio - Matthew Koma: composição e produção | - RedFoo: composição, produção e mixagem - Kelly Covell: composição |

## Desempenho nas tabelas musicais
Após o seu lançamento, "This Kiss" conseguiu obter um desempenho comercial moderado, estreando na 86.ª colocação na Billboard Hot 100, dos Estados Unidos, em 29 de setembro de 2012, saindo da lista na semana seguinte. Até novembro de 2012, haviam sido vendidas mais de 115 mil unidades da canção em território estadunidense, segundo a Nielsen SoundScan. Na Canadian Hot 100, a música acabou por debutar em sua posição de pico, a 26.ª, tendo decaído para o 63.º posto subsequentemente. A canção também constatou por uma única semana na compilação neozelandesa Recording Industry Association of New Zealand, ocupando o trigésimo nono lugar na atualização de 1 de outubro. Na publicação de 1 de novembro de 2012, o tema situou-se no septuagésimo oitavo posto da Irish Recorded Music Association, sendo que posteriormente atingiu o 64.º como melhor colocação. No Reino Unido, a composição desempenhou-se na 166.ª ocupação da UK Singles Chart.
"This Kiss" conquistou seu melhor desempenho ao posicionar-se no topo da parada belga radiofônica Ultratip de Flandres, na semana de 5 de janeiro de 2013. Já na região da Valônia, o single conseguiu atingir um pico de número 12 após semanas de ascensão. A canção também situou-se nas 64.ª, 152.ª e 58.ª colocações nas tabelas da Alemanha, da França e dos Países Baixos, respectivamente. No continente asiático, o tema estreou na nonagésima quinta qualificação no Japão, obtendo, a seguir, a sexagésima quinta como colocação máxima. Depois de subidas e descidas, a obra estabeleceu-se na segunda colocação da Gaon Music Chart, parada proveniente da Coreia do Sul.

### Posições
| Tabela musical (2012-13)                                      | Melhor posição |
| ------------------------------------------------------------- | -------------- |
| Alemanha (Media Control Charts)                               | 64             |
| Bélgica (Ultratip de Flandres)                                | 1              |
| Bélgica (Ultratip da Valônia)                                 | 12             |
| Canadá (Canadian Hot 100)                                     | 23             |
| Coreia do Sul (Gaon Music Chart)                              | 2              |
| Estados Unidos (Billboard Hot 100)                            | 86             |
| Estados Unidos (Pop Songs)                                    | 37             |
| França (Syndicat National de l'Édition Phonographique)        | 152            |
| Irlanda (Irish Recorded Music Association)                    | 64             |
| Japão (Japan Hot 100)                                         | 65             |
| Nova Zelândia (Recording Industry Association of New Zealand) | 39             |
| Países Baixos (MegaCharts)                                    | 58             |
| Reino Unido (UK Singles Chart)                                | 166            |

## Histórico de lançamento
"This Kiss" foi inicialmente disponibilizada para download digital na iTunes Store da França e do Japão em 12 de setembro de 2012. Em dezembro do mesmo ano, foram comercializados dois diferentes extended plays (EP) digitais nas lojas de diversos países.
| País           | Data                   | Formato                    | Gravadora                  |
| -------------- | ---------------------- | -------------------------- | -------------------------- |
| França         | 12 de setembro de 2012 | Download digital           | 604, Schoolboy, Interscope |
| Japão          | 12 de setembro de 2012 | Download digital           | 604, Schoolboy, Interscope |
| Alemanha       | 7 de dezembro de 2012  | Extended play (EP) digital | 604, Schoolboy, Interscope |
| Áustria        | 7 de dezembro de 2012  | Extended play (EP) digital | 604, Schoolboy, Interscope |
| Irlanda        | 7 de dezembro de 2012  | Extended play (EP) digital | 604, Schoolboy, Interscope |
| Reino Unido    | 7 de dezembro de 2012  | Extended play (EP) digital | 604, Schoolboy, Interscope |
| México         | 11 de dezembro de 2012 | Extended play (EP) digital | 604, Schoolboy, Interscope |
| Estados Unidos | 11 de dezembro de 2012 | Extended play (EP) digital | 604, Schoolboy, Interscope |